# Зоджі-Ла
Зоджі-Ла (гінді ज़ोजि ला або ज़ोजि दर्रा) — високий перевал в Індії, розташований на Шосе 1D між Срінагаром і Лехом в західних Гімалаях. В англійській мові його іноді називають «перевал Зоджіла», але вірніше «перевал Зоджі» або «Зоджі-Ла», «Ла» — ладахською означає перевал. У сучасний гінді вживання 'ла' (ला) і 'Дарре' (दर्रा) зустрічається при позначенні перевалу, тобто ладакхське слово увійшло в гінді.
Перевал в 9-ти км від Сонамарга і відіграє важливу роль в подорожах з Кашміра в Ладакх. Дорога на перевалі піднімається до 3528 м, і на Срінагар-Леському шосе це другий за висотою перевал після Фоту-Ла. Часто закритий взимку, хоча Організація прикордонних доріг (BRO) намагається очищати перевал від снігу для організації руху, але це не завжди вдається.
Під час війни 1947, Зоджі-Ла був зайнятий пакистанськими збройними формуваннями для атаки по Ладакху. 1 листопада індуси в піхотній атаці відбили перевал, бій назвали «Операція Бізон», індуси досягли успіху в силу несподіваного використання бронетехніки, це найбільш високогірний бій з використанням техніки у світі.

## Галерея

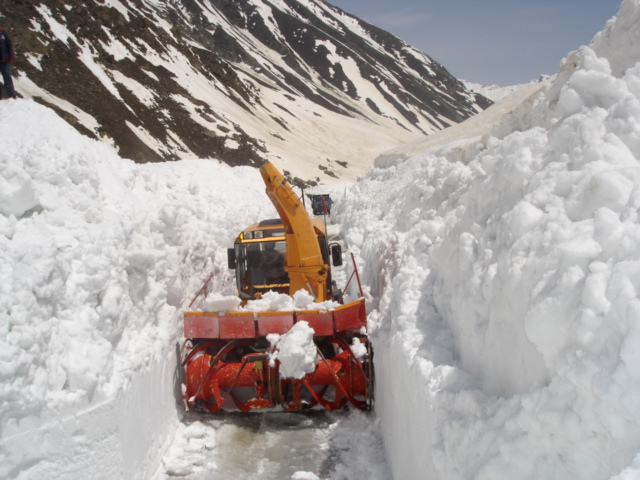
Снігоприбиральна машина на Зоджі-Ла
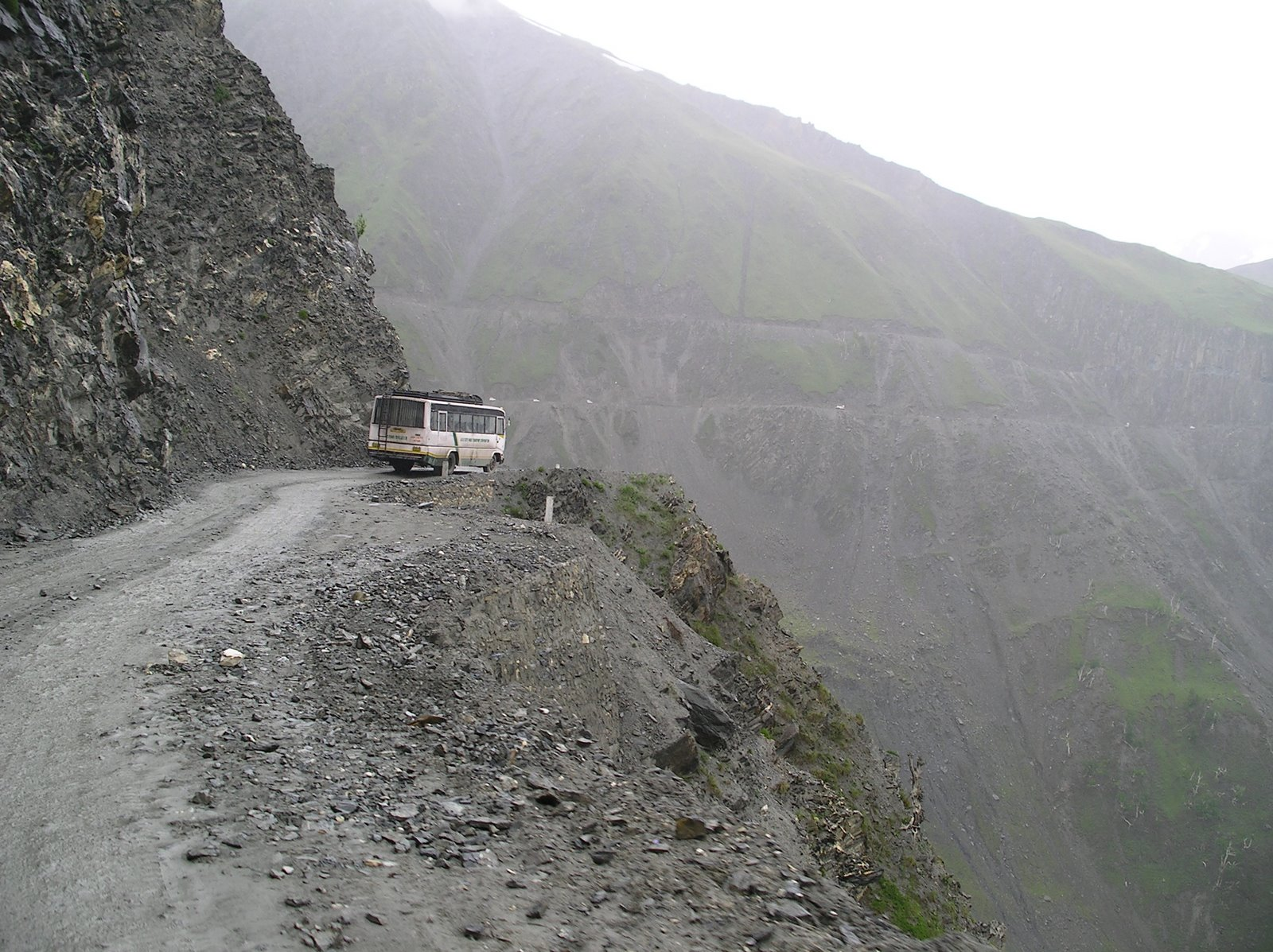
Дорога Срінаґар-Зоджіла-Лех
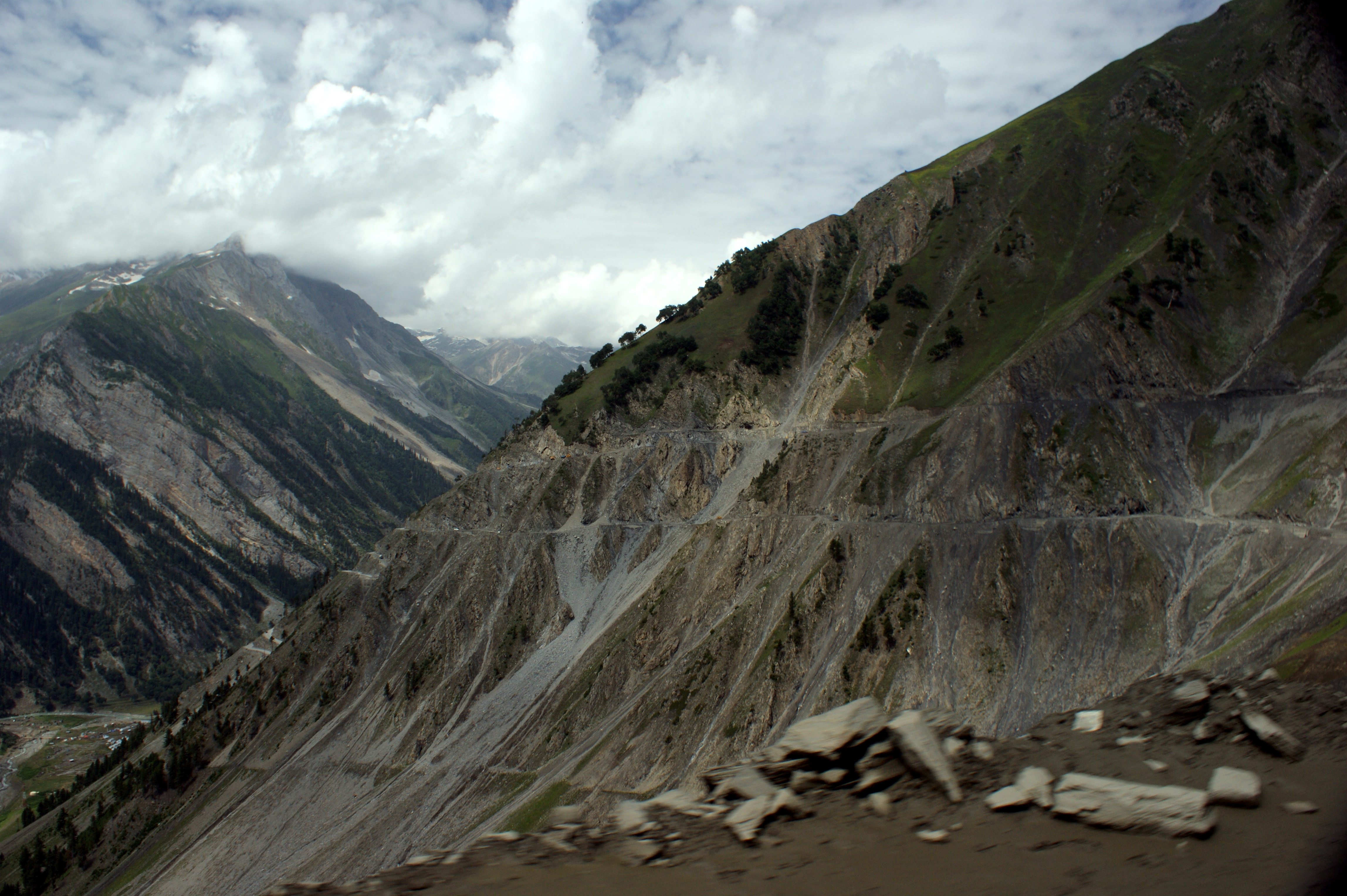
Дорога до Зоджі-Ла (з боку Срінаґара)
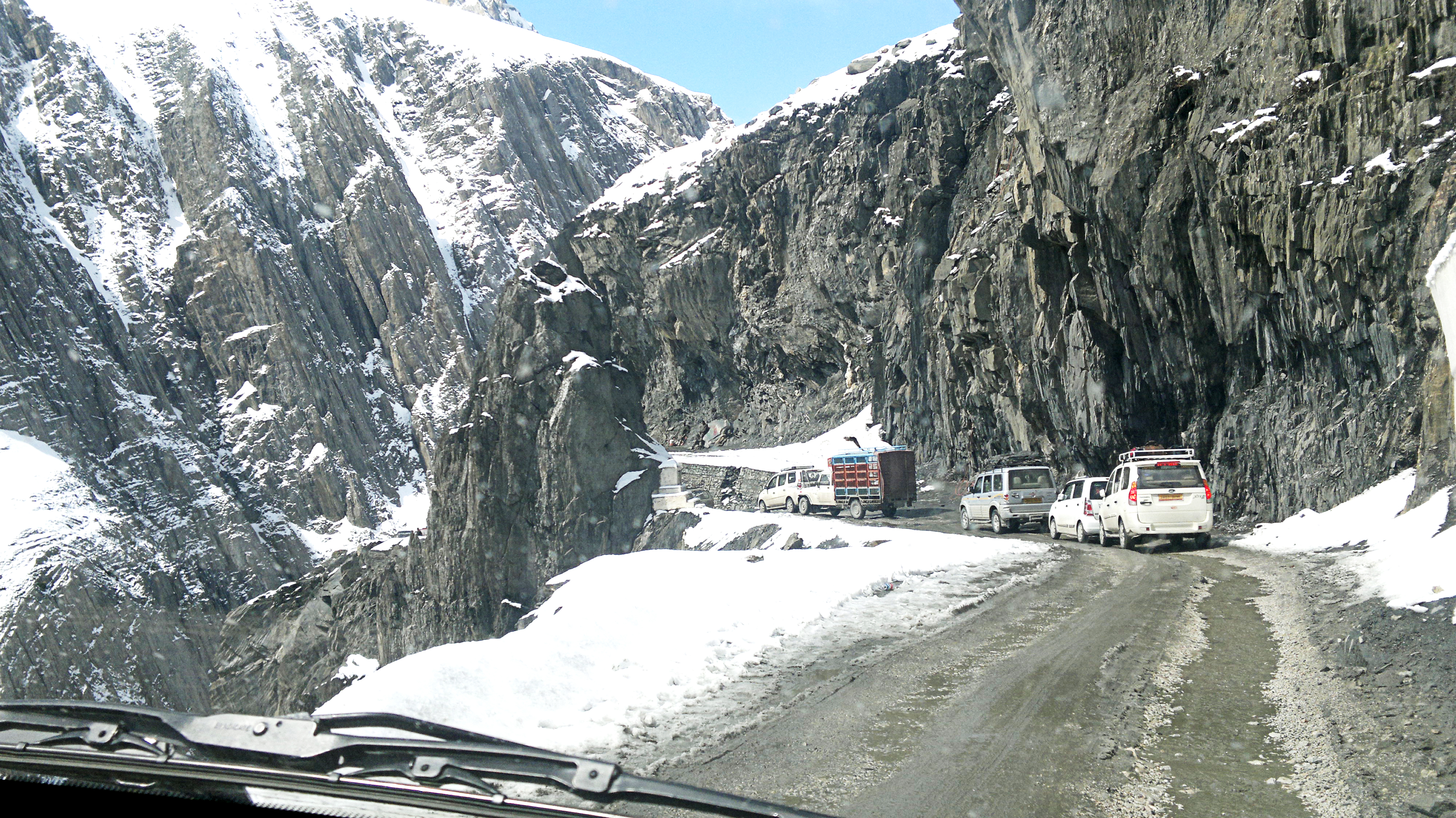
Транспортні засоби, що їдуть через Зоджі-Ла